# 그레고어 슈텔리
그레고어 슈텔리(독일어: Gregor Stähli, 1970년 12월 14일~)는 스위스의 전직 스켈레톤 선수이다. 그는 2002년 동계 올림픽과 2006년 동계 올림픽 남자 스켈레톤 동메달을 획득했다. 또한 세계 선수권 대회에서 금메달 3개와 은메달 4개, 동메달 3개를 획득했으며 IBSF 스켈레톤 월드컵에서 종합 우승 1회, 종합 준우승 2회를 달성했다.